# Секст Аппулей (політик)
Секст Аппу́лей (лат. Sextus Appuleius; I століття) — політичний діяч Римської республіки.

## Біографічні відомості
Походив з давнього славетного плебейського роду Аппулеїв та був останнім відомим представником його. Про Секста Аппулея (іноді його називають за порядком слідування Секстів Аппуліїв в роді Секстом Аппулієм IV) збереглося вкрай мало відомостей. Через свою прабабу Октавію Старшу, старшу зведену сестру імператора Октавіана Августа, належав до Юліансько-Клавдіанської династії римських імператорів.